# Добывающая промышленность Экваториальной Гвинеи
Регулированием добывающей промышленности Экваториальной Гвинеи занимается Министерство добычи, промышленности и энергетики, которое осуществляет надзор за деятельностью в горнодобывающей и нефтяной промышленности.
Разведка нефтяных месторождений и добыча нефти являются основой экономики Экваториальной Гвинеи и обеспечивают более 90% национального дохода Экваториальной Гвинеи. В результате, разведке и использованию минеральных ресурсов страны уделяется мало внимания, коммерческая добыча полезных ископаемых отсутствует, однако имеются небольшие операции по добыче золота. Правительство Экваториальной Гвинеи провело предварительные исследования, которые, по их мнению, показывают потенциальные возможности добычи алмазов и колубимта-танталита. Министерство горной промышленности в настоящее время стимулирует развитие горнодобывающего потенциала страны в надежде привлечь инвесторов.
Исторически сложилось так, что народы Экваториальной Гвинеи добывали золото и железо до того, как их колонизировала Испания. Во время колониального правления не было никаких коммерческих предприятий по добыче полезных ископаемых. После обретения независимости в 1968 году советские и французские геологи обнаружили потенциальные месторождения золота, бокситов, олова, вольфрама и колумбита-танталита. Дополнительные исследования, проведённые GEMSA, совместным предприятием Испании и Экваториальной Гвинеи, и UMCEG (Ocean Energy, ранее называвшаяся United Meridian Corporation), провели аэрофотосъемку и наземную съемку, а также создали базы данных ГИС.
Правительство претендует на владение всеми минеральными ресурсами и регулирует их в соответствии с законом 9/2006 (заменившим прежний закон о добыче полезных ископаемых от 9/1981).

## Золото
Ремесленники, использующие методы добычи россыпей, добывают золото из рек Рио-Муни, в первую очередь в районах Кого, Аконибе и Монгомо. Правительство Экваториальной Гвинеи считает, что в результате этих небольших действий было коллективно добыто по меньшей мере 2,3 тонны золота.
В 2006 году Геологическая служба США сообщила, что в Экваториальной Гвинее было добыто около 200 кг золота.

## Алмазы
Признаки залежей алмазов в Габоне простираются до южной границы Рио-Муни, и правительство Экваториальной Гвинеи считает, что исследования могут показать потенциал залежей алмазов в юго-восточной части Рио-Муни.

## Колтан
Правительство сообщает, что доказательства присутствия колтана (колумбит-танталит, танталовая руда) были обнаружены вблизи Аконибе и Акамикена. Однако в этих районах было проведено слишком мало разведочных работ, чтобы делать точные выводы. 